# Uroblaniulus montanus
Uroblaniulus montanus är en mångfotingart som först beskrevs av Hoffman 1949.  Uroblaniulus montanus ingår i släktet Uroblaniulus och familjen Parajulidae. Inga underarter finns listade i Catalogue of Life.